# National Society of Film Critics Awards 2019
La 53ª edizione dei National Society of Film Critics Awards, annunciati il 5 gennaio 2019, ha premiato i migliori film del 2018 secondo i membri della National Society of Film Critics.

## Vincitori
A seguire vengono indicati i vincitori, in grassetto, e gli altri classificati, ciascuno col numero di voti ricevuti (tra parentesi):

### Miglior film
1. The Rider - Il sogno di un cowboy (The Rider), regia di Chloé Zhao (44)
2. Roma, regia di Alfonso Cuarón (41)
3. Burning - L'amore brucia (Beoning), regia di Lee Chang-dong (27)

### Miglior regista
1. Alfonso Cuarón - Roma (60)
2. Lee Chang-dong - Burning - L'amore brucia (Beoning) (22)
3. Chloé Zhao - The Rider - Il sogno di un cowboy (The Rider) (22)

### Miglior attore
1. Ethan Hawke - First Reformed - La creazione a rischio (First Reformed) (58)
2. Willem Dafoe - Van Gogh - Sulla soglia dell'eternità (At Eternity's Gate) (30)
3. Ben Foster - Senza lasciare traccia (Leave No Trace) (25) ex aequo con John C. Reilly - I fratelli Sisters (The Sisters Brothers) e Stanlio & Ollio (Stan & Ollie) (25)

### Miglior attrice
1. Olivia Colman - La favorita (The Favourite) (36)
2. Regina King - Support the Girls (33)
3. Melissa McCarthy - Copia originale (Can You Ever Forgive Me?) (27)

### Miglior attore non protagonista
1. Steven Yeun - Burning - L'amore brucia (Beoning) (40)
2. Richard E. Grant - Copia originale (Can You Ever Forgive Me?) (35)
3. Wesley Snipes - Se la strada potesse parlare (If Beale Street Could Talk), Spider-Man - Un nuovo universo (Spider-Man: Into the Spider-Verse) e Widows - Eredità criminale (Widows) (32)

### Miglior attrice non protagonista
1. Regina King - Se la strada potesse parlare (If Beale Street Could Talk) (47)
2. Elizabeth Debicki - Widows - Eredità criminale (Widows) (37)
3. Emma Stone - La favorita (The Favourite) (24)

### Miglior sceneggiatura
1. Armando Iannucci, David Schneider e Ian Martin - Morto Stalin, se ne fa un altro (The Death of Stalin) (47)
2. Nicole Holofcener e Jeff Whitty - Copia originale (Can You Ever Forgive Me?) (27)
3. Deborah Davis e Tony McNamara - La favorita (The Favourite) (24)

### Miglior fotografia
1. Alfonso Cuarón - Roma (70)
2. James Laxton - Se la strada potesse parlare (If Beale Street Could Talk) (26)
3. Łukasz Żal - Cold War (Zimna wojna) (24)

### Miglior film in lingua straniera
1. Roma, regia di Alfonso Cuarón (Messico) (44)
2. Cold War (Zimna wojna), regia di Paweł Pawlikowski (Polonia) (34)
3. Un affare di famiglia (Manbiki kazoku), regia di Hirokazu Kore'eda (Giappone) (30) ex aequo con Burning - L'amore brucia (Beoning), regia di Lee Chang-dong (Corea del Sud) (30)

### Miglior documentario
1. Minding the Gap, regia di Bing Liu (35)
2. Shirkers, regia di Sandi Tan (31)
3. Amazing Grace, regia di Sydney Pollack (24)

### Film Heritage Award
- «Al team di produttori, montatori, restauratori, tecnici e cineasti che hanno lavorato per decenni per portare a compimento The Other Side of the Wind di Orson Welles per una nuova generazione di cinefili»[3]
- Al Museum of Modern Art per aver restaurato il film Rosita (1923) di Ernst Lubitsch, con protagonista Mary Pickford[3]

### Miglior film in attesa di una distribuzione statunitense
- Zìyóu xíng, regia di Ying Liang (Cina)